# Frontier Airlines
Frontier Airlines — магистральная авиакомпания США со штаб-квартирой в Денвере (штат Колорадо), осуществляющая регулярные пассажирские авиаперевозки по 83 пунктам назначения в Соединённых Штатах Америки, Мексике и Коста-Рике. Является дочерним предприятием авиационного холдинга Republic Airways Holdings.
В качестве главных узловых аэропортов авиакомпания использует Международный аэропорт Денвера, Международный аэропорт имени генерала Митчелла в Милуоки, Международный аэропорт Канзас-Сити и Аэропорт Эппли в Омахе. Регулярные рейсы в штатах Горного Запада США Frontier Airlines выполняются по код-шеринговому соглашению самолётами региональной авиакомпании Great Lakes Airlines.

## История

### Начало деятельности

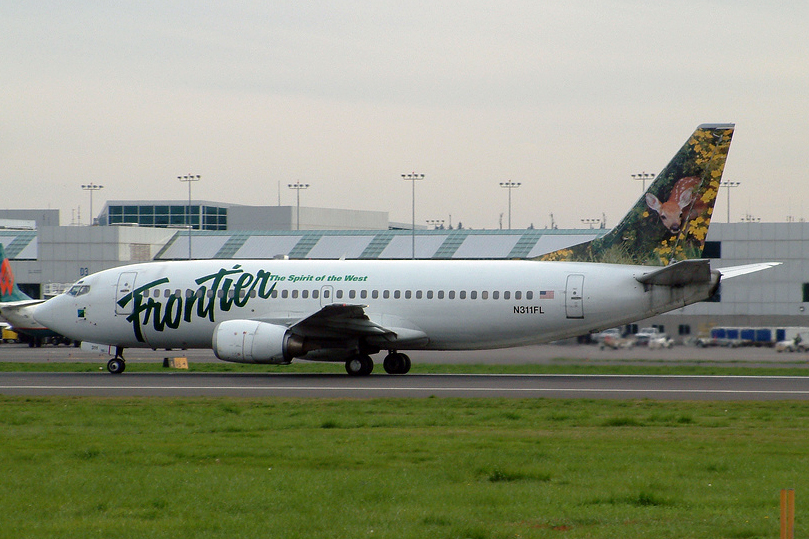
Boeing 737-300 Frontier Airlines, один из первых самолётов авиакомпании

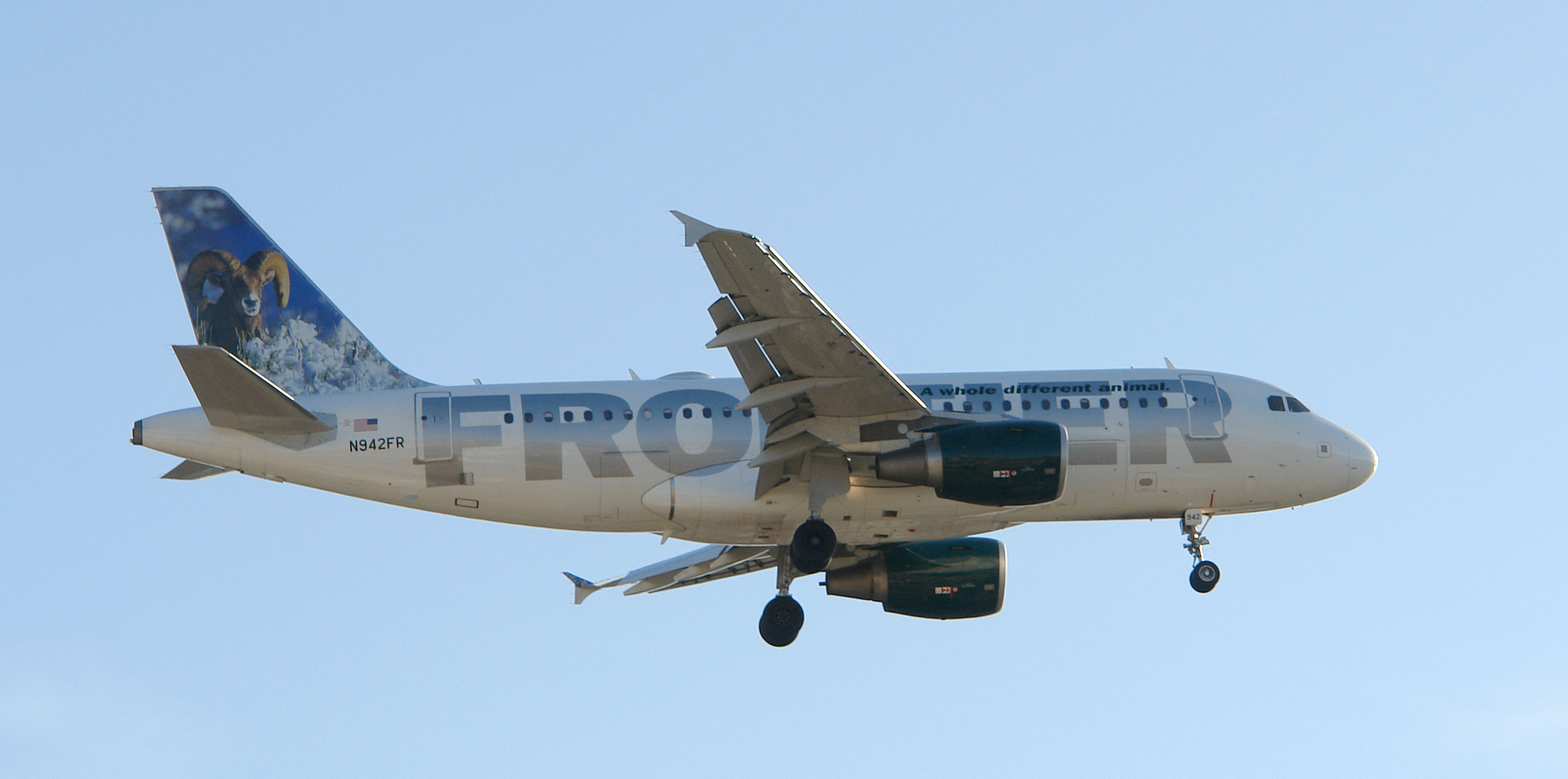
Airbus A319 авиакомпании Frontier Airlines в заходе на посадку

В 1993 году после ухода магистральной авиакомпании Continental Airlines из её бывшего хаба в аэропорту Стэплтон на рынке пассажирских перевозок Денвера образовался недостаток в региональных маршрутах. Для удовлетворения потребностей рынка в коммерческих авиаперевозках из Денвера 8 февраля 1994 года была образована авиакомпания Frontier Airlines, созданная топ-менеджерами бывшего авиаперевозчика с таким же названием, работавшего на рынке Соединённых Штатов с 1950 по 1986 годы.
Новая авиакомпания начала операционную деятельность в июле 1994 года, имея в своём парке несколько подержанных самолётов Boeing 737. В 1999 году руководство Frontier Airlines подписало договор о приобретении и лизинге воздушных судов Airbus A318 и Airbus A319. Первый самолёт A319 (уже оборудованный системой развлечения в полёте DirecTV) поступил в распоряжение авиакомпании в 2001 году, одновременно с этим компания ввела новый дизайн ливреи собственных воздушных судов. В 2003 году Frontier Airlines получила лайнер Airbus A318, тем самым став первой авиакомпанией в мире, начавшей эксплуатацию самолётов данной модификации. В середине 2005 года компания полностью прекратила использование воздушных судов корпорации Boeing.

### Развитие компании и её реорганизация
В начале 2006 года руководство авиакомпании провело реструктуризацию её деятельности. 3 апреля того же года был образован авиационный холдинг Frontier Holdings, Inc. (FRNT), который был зарегистрирован в штате Делавэр в целях использования благоприятных для коммерческих компаний положений налогового законодательства этого штата. Штаб-квартира самой авиакомпании при этом осталась в Колорадо. В ноябре 2006 года Frontier Airlines заключила партнёрский договор с бюджетной авиакомпанией AirTran Airways, согласно которому перевозчики признавали условия бонусных программ поощрения часто летающих пассажиров и стыковали маршрутные сети друг друга, передавая при необходимости пассажирские потоки между собой. Партнёрское соглашение прекратило действие в июле 2010 года после приобретения будущим владельцем Frontier Airlines регионального авиаперевозчика Midwest Airlines.
24 января 2007 года Frontier Airlines получила от Министерства транспорта США статус основной авиакомпании.
В марте 2007 года региональная авиакомпания Republic Airways начала процедуру постепенного прекращения партнёрских отношений на местных маршрутах с перевозчиком Horizon Air. К ноябрю месяцу того же года рейсы перешли к Frontier Airlines, и 30 ноября партнёрство с Horizon Air было прекращено окончательно. В апреле 2008 года обе авиакомпании объявили о расторжении соглашения, и уже 23 июня все самолёты Republic были выведены из маршрутной сети Frontier Airlines.

### Банкротство и приобретение другим холдингом
Вследствие резкого роста мировых цен на топливо к началу 2008 года финансовая деятельность Frontier Airlines оказалась убыточной. Обслуживающая электронные платежи перевозчика по пластиковым картам компания First Data заявила о том, что с 1 мая 2008 года будет удерживать всю без исключения выручку авиакомпании от продажи билетов для направления средств на расчёты с её кредиторами. 10 апреля того же года руководство Frontier Airlines прибегло к процедуре защиты от кредиторов, воспользовавшись положениями главы 11 Кодекса США о банкротстве коммерческих предприятий Соединённых Штатов. В соответствующем пресс-релизе топ-менеджеры перевозчика заявляли, что решение First Data об изъятии оборотных средств повлекло бы за собой существенное изменение бизнес-плана авиакомпании, что привело бы к снижению ликвидности её финансовых активов. После объявления о банкротстве Frontier Airlines продолжала свою деятельность, поскольку глава 11 Кодекса подразумевает защиту активов предприятия от кредиторов и позволяет проводить реструктуризацию предприятия, направленную на выход из кризисного положения.
В ноябре 2008 года авиакомпания сообщила о выходе в прибыль, размер которой за ноябрь этого года составил 2,9 миллионов долларов США.
22 июня 2009 года руководство Frontier Airlines объявило о том, что до решения суда по делу о банкротстве будет оформлена сделка по продаже авиакомпании авиационному холдингу Republic Airways Holdings, штаб-квартира которого находилась в Индианаполисе. Сумма сделки по предварительной договорённости должна была составить 108 миллионов долларов США. Тем не менее, 30 июля того же года руководство бюджетной авиакомпании Southwest Airlines заявило о намерении предложить 113,6 миллионов долларов за Frontier Airlines с целью её приобретения и реорганизации в качестве собственного дочернего предприятия.
13 августа 2009 года состоялся аукцион по компании-банкроту, в результате которого авиахолдинг Republic Airways Holdings приобрёл Frontier Airlines и её дочернюю региональную авиакомпанию Lynx Aviation. Все процедуры по сделке были завершены 13 августа 2009 года, после чего авиакомпания официально была признана вышедшей из состояния банкротства.
В конце 2009 года холдинг провёл реструктуризацию штата управленческого персонала Frontier Airlines, в ходе которой 140 административных должностей авиакомпании были переведены из денверской штаб-квартиры в штаб-квартиру в Индианаполисе (штат Индиана), а в январе следующего года Republic Airways сообщил о намерении перевести в Индианаполис остальное руководство поглощённого перевозчика. В феврале в журнале «Denver Business Journal» появилась информация о том, что штаб-квартира Frontier будет переведена в Индианаполис «в самое ближайшее время, однако перевозчик собирается арендовать денверский офис как минимум до 2020 года и использовать его в качестве филиала по маркентиговым операциям, продажи билетов, планирования деятельности компании и оформления предварительных заказов клиентов авиакомпании».

### Поглощение Midwest Airlines

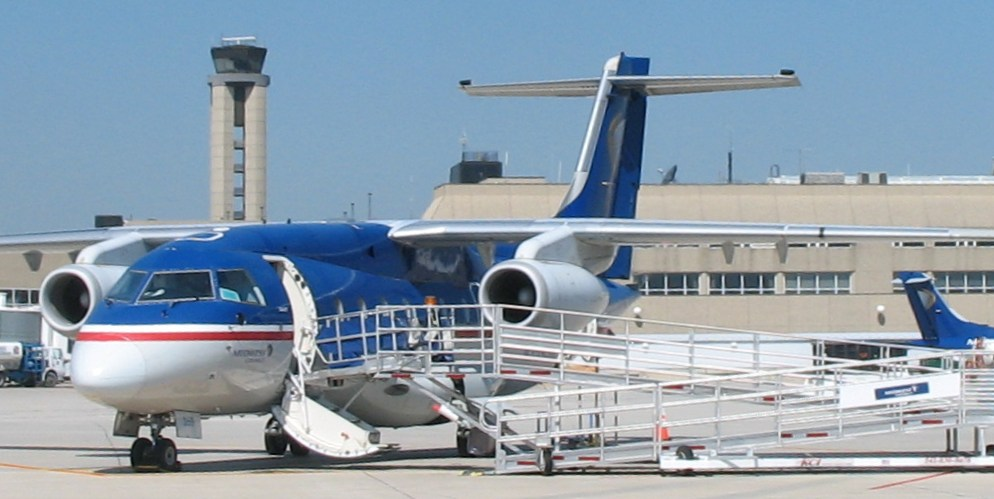
Fairchild Dornier 328JET авиакомпании Midwest Airlines в Международном аэропорту имени генерала Митчелла

В 2009 году параллельно с приобретением Frontier Airlines авиахолдинг Republic Airways Holdings вёл переговоры о поглощении другой региональной авиакомпании Midwest Airlines, штаб-квартира которой находилась в Милуоки. После слияния оба приобретённых перевозчика в течение осени и зимы 2009 года работали под собственными торговыми марками. Затем руководство холдинга приняло решение о передаче части более вместительных самолётов из Frontier в Midwest и, наоборот, ряда менее вместительных лайнеров из Midwest во Frontier, преследуя при этом цели повышения эффективности использования воздушных судов на регулярных маршрутах обеих авиакомпаний. Всё это привело к некоторой неразберихе среди постоянных пассажиров компаний, поскольку перевозчики предлагали разный уровень сервиса на своих рейсах и цены на авиабилеты в ряде случаев не соответствовали получаемому пассажирами на борту самолёта уровню обслуживания. В результате весной 2010 года холдинг объявил о полном объединении Frontier Airlines и Midwest Airlines под единой торговой маркой (брендом) Frontier.
13 апреля 2011 руководство Frontier Airlines проинформировало общественность о создании новой дочерней авиакомпании Frontier Express, бренд которой планируется использовать для работы с региональным авиаперевозчиками США в целях использования их самолётов на региональных и местных регулярных маршрутах.

## Структура перевозок

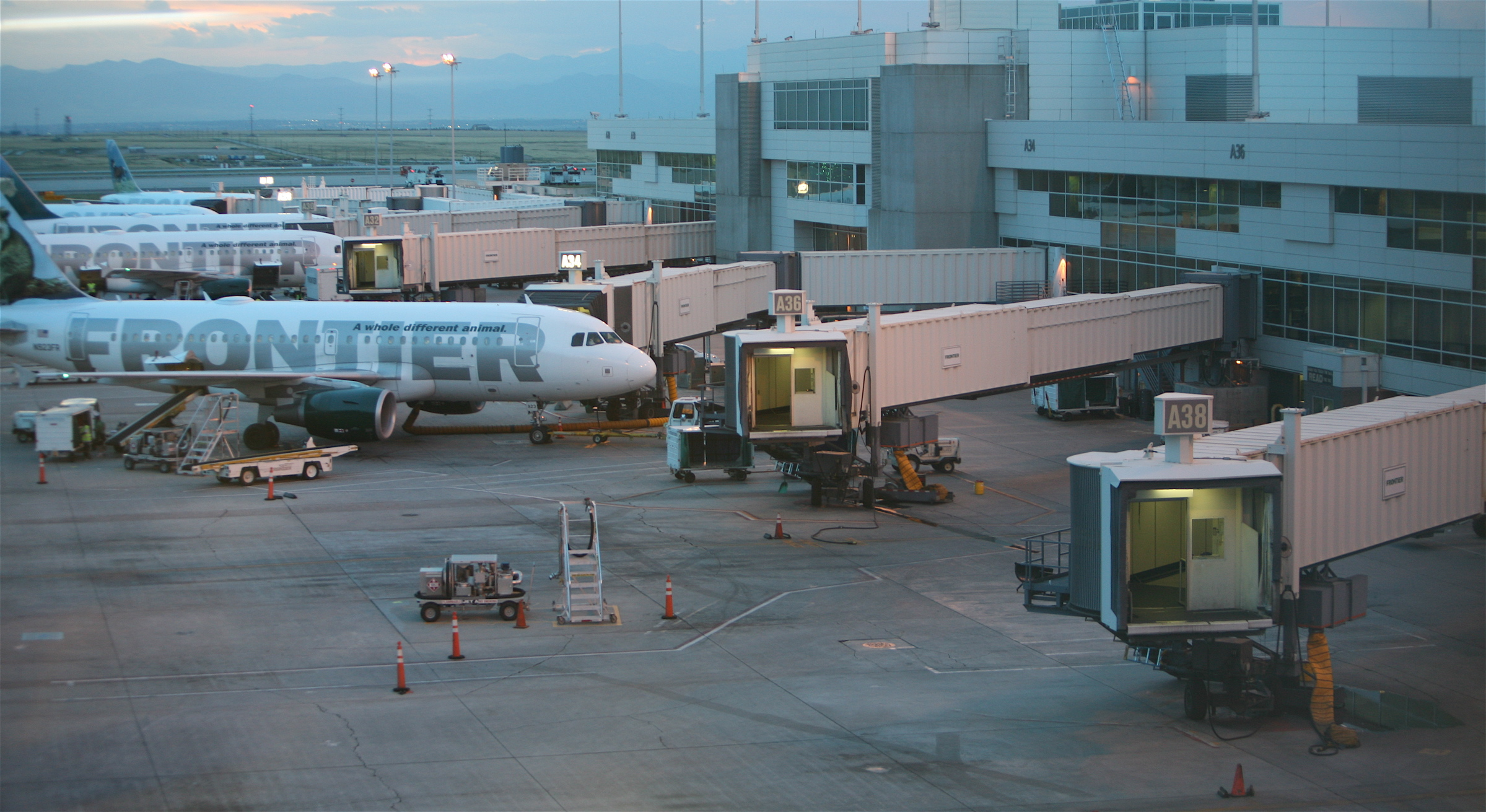
Самолёты Frontier Airlines в международном аэропорту Денвера

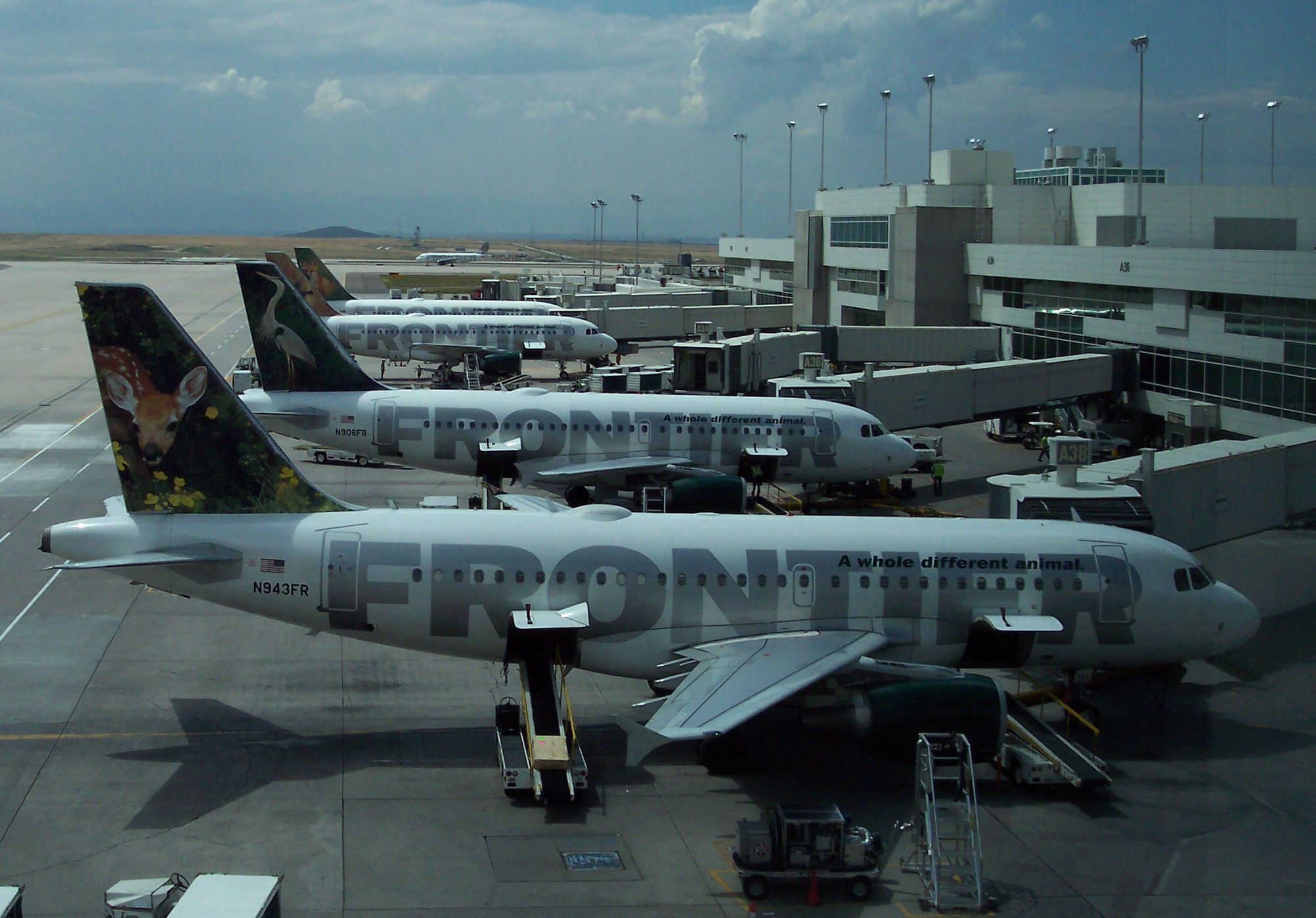
Там же

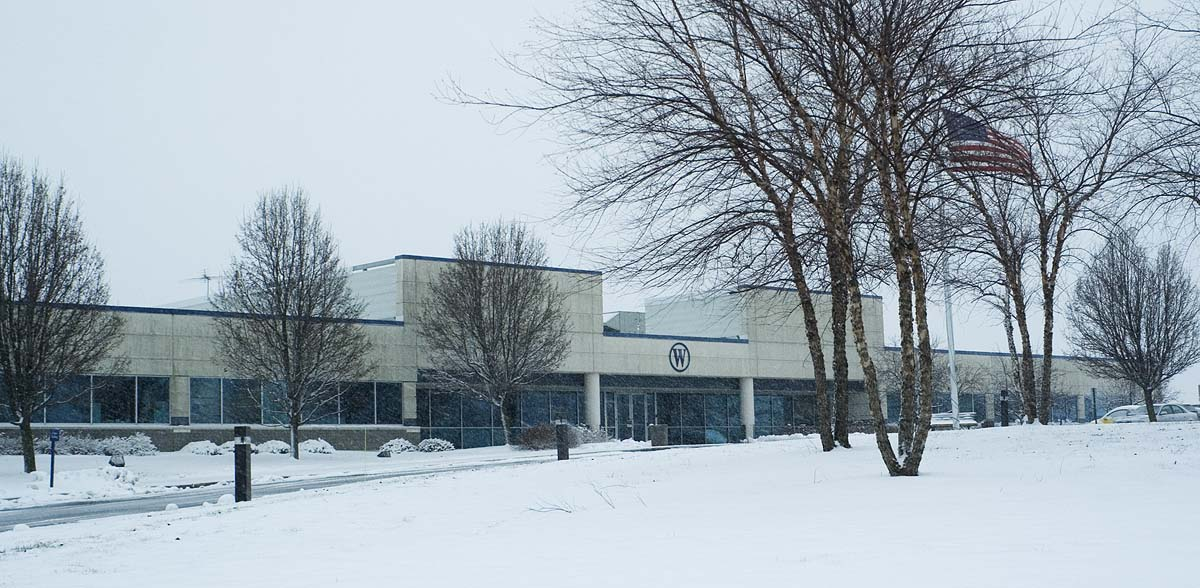
Прежняя штаб-квартира Midwest Airlines в Висконсине

В отличие от ряда коммерческих перевозчиков маршрутная сеть Frontier Airlines построена по классической схеме «хаб и спицы», при этом более 95 % всех её рейсов выполняется из главного транзитного узла авиакомпании в Международном аэропорту Денвера. Большинство рейсов Frontier Airlines обслуживается в конкорсе A денверского аэропорта, в котором из 43 выходов на посадку перевозчику выделено 29.
В 2004 году менеджмент авиакомпании пытался ввести регулярные маршруты в Международный аэропорт Лос-Анджелеса, сделав данное направление одним из основных пунктов назначения в собственной маршрутной сети. План не увенчался успехом по причине жёсткой конкуренции со стороны других авиаперевозчиков и резким ростом мировых цен на топливо. В июне 2006 года Frontier Airlines вернулась на рынок авиаперевозок Калифорнии, запустив пять ежедневных беспосадочных рейсов между Лос-Анджелесом и Сан-Франциско, а также ежедневный беспосадочный маршрут между Сан-Франциско и Лас-Вегасом. Тем не менее, в силу ряда причин все новые маршруты были прекращены в июле 2007 года. На международных направлениях авиакомпания работает на нескольких маршрутах в Мексику, часть рейсов на которых выполняется не из аэропорта Денвера.
Frontier Airlines не расширяет собственную маршрутную сеть на восточном побережье (например, в Бостон и Питтсбург), вектор экспансии авиакомпании направлен за пределы Соединённых Штатов Америки и сосредоточен главным образом на аэропортах Мексики. На востоке стране Frontier обслуживает четыре регулярных маршрута в аэропорты штата Флорида и выполняет регулярные рейсы в Нью-Йорк, Вашингтон и Филадельфию. Остальные рейсы в маршрутной сети перевозчика к востоку от Денвера выполняются в аэропорты штатов Среднего Запада, включая регулярные пассажирские перевозки в Атланту и Нашвилл. В отличие от Southwest Airlines Frontier использует только два бюджетных аэропорта на востоке страны: региональный аэропорт Акрон/Кантон, обслуживающий пассажирский поток Кливленда и Питтсбурга, и международный аэропорт Ньюпорт-Ньюс/Уильямсберг, обслуживающий агломерацию Норфолка.
22 мая 2007 года авиакомпания объявила об открытии регулярного рейса в Коста-Рику, которая стала четвёртой страной в маршрутной сети компании. Выполнение рейсов началось 30 ноября того же года из денверского хаба в международный аэропорт имени Хуана Сантамарии. С начала 2008 года частота полётов была увеличена до пяти рейсов в неделю, а сам маршрут был переведён в сезонный режим (с приостановлением полётов в период с середины сентября до середины декабря каждого года).

## Корпоративная деятельность
Штаб-квартира Frontier Airlines находится в Индианаполисе (штат Индиана), филиалы авиакомпании расположены в Денвере (штат Колорадо) и международном аэропорту имени генерала Митчелла в Милуоки (штат Висконсин).

### Офис в Денвере
Штаб-квартира Frontier Airlines в Денвера занимает площадь в 6500 квадратных метров и находится в офисном здании на Тауэр-роуд 7001. В офисе размещено управление операционной деятельностью авиакомпании, службы маркетинга, планирования, подготовки кадров и управление финансовой деятельностью предприятия.
Данный офис с 2001 года использовался в качестве штаб-квартиры авиакомпании. После приобретения перевозчика авиационным ходингом Republic Airways Holdings топ-менеджмент Frontier Airlines был переведён в штаб-квартиру холдинга в Индианаполисе (Индиана), и с этого времени денверский офис рассматривается в качестве так называемой коммерческой штаб-квартиры авиакомпании. В августе 2009 года договор на аренду офисного помещения в Денвере был продлён до 2020 года.

### Офис в Милуоки
Ещё один офис Frontier Airlines расположен в двух зданиях на территории международного аэропорта имени генерала Митчелла в Милуоки. Основное предназначение данного офиса заключается в работе части маркетинговых служб авиакомпании, управлении финансовыми потоками, планировании операционной деятельности перевозчика. Офис в Милуоки является базой для технического обслуживания и ремонта воздушных судов Frontier Airlines.
В настоящее время авиакомпания значительно усиливает свои позиции в Канзас-Сити (штат Миссури), разворачивая в аэропорту Канзаса собственный вторичный хаб и конкурируя на рынке коммерческих перевозок данного региона с магистральной авиакомпанией Delta Air Lines.

## Региональные перевозки

### Frontier Express
Торговая марка (бренд) Frontier Express с весны 2011 года используется региональной авиакомпанией Chautauqua Airlines для выполнения регулярных рейсов из международного аэропорта имени генерала Митчелла в Милуоки на реактивных самолётах Embraer 135 и Embraer 145. Ранее данная схема партнёрства в Милуоки регионального перевозчика с магистральным использовалась авиакомпанией Midwest Airlines под брендом Midwest Connect.

### Lynx Aviation

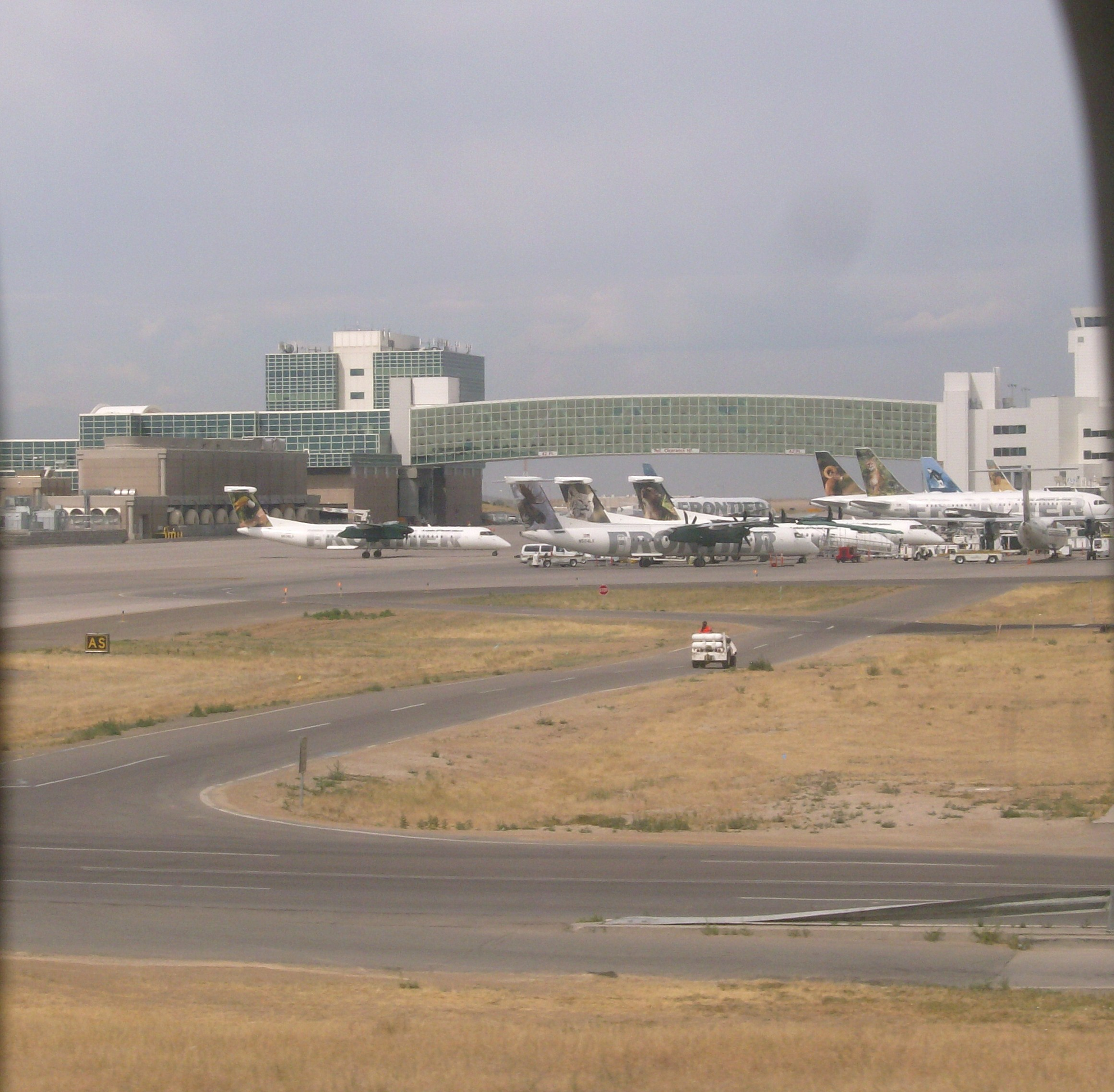
Международный аэропорт Денвер, на заднем плане лайнеры авиакомпаний Frontier Airlines и Lynx Aviation

6 сентября 2006 года Frontier Airlines объявила о планируемом создании в мае месяце следующего года нового дочернего подразделения Lynx Aviation, которое должно было выйти на рынок пассажирских перевозок с самолётами регионального класса Bombardier Q400. 5 декабря 2007 года Lynx Aviation получила операционный сертификат Федерального управления гражданской авиации США. Первый коммерческий рейс авиакомпании состоялся утром 6 декабря 2007 года.
В течение нескольких лет маршрутная сеть Lynx Aviation расширялась и включала в себя 12 регулярных маршрутов регионального уровня, охватывая аэропорты городов Альбукерке, Аспен, Биллинг, Бозмен, Колорадо-Спрингс, Дуранго, Фарго, Джексон-Хол, Оклахома-Сити, Рапид-Сити, Талса и Уичито, а также два магистральных маршрута в Омаху и Солт-Лейк-Сити, обслуживаемых под брендом Frontier Airlines.
В 2010 году руководство Frontier Airlines объявило о том, что Lynx Aviation будет продолжать работу только на трёх маршрутах из Денвера — в Аспен, Дуранго и Колорадо-Спрингс, и что деятельность дочерней авиакомпании должна завершиться в апреле следующего года. В 2011 году Lynx продолжала коммерческую деятельность под операционным сертификатом Frontier Airlines, а в январе того же года управляющий холдинг Republic Airways Holding заявил о том, что региональная авиакомпания продолжит свою работу на неопределённый срок, имея в собственном распоряжении четыре лайнера Bombardier Q400.

## Прежние региональные перевозчики
В феврале 2002 года авиакомпания представила коммерческий проект Frontier JetExpress, в рамках которого региональные авиакомпании США могли заключать договоры с Frontier Airlines на перевозку пассажиров по региональным маршрутам от имени Frontier. Первой компанией-партнёром, использовавшим бренд Frontier JetExpress, стала региональная авиакомпания Mesa Airlines, работавшая на реактивных самолётах CRJ-200. Офис управления данным проектом находился в округе Кларк (штат Невада).
В январе 2004 года закончился контракт с Mesa Airlines на работу под торговой маркой Frontier JetExpress, и следующее партнёрское соглашение было заключено с региональной авиакомпанией Horizon Air, который экспулуатировал несколько более вместительные самолёты CRJ-700. В августе 2006 года оба перевозчика заявили о расторжении контракта на использование бренда Frontier JetExpress.
11 января 2007 года руководство Frontier Airlines объявило о подписании одиннадцатилетнего договора с Republic Airways, в соответствии с которым региональный перевозчик выделял семнадцать 76-местных пассажирских самолётов Embraer 170 для работы на регулярных маршрутах под брендом Frontier JetExpress. Вплоть до объявления банкротства магистрала Republic Airways использовала 11 лайнеров под его торговой маркой, остальные шесть предполагалось ввести в действие в декабре 2008 года. После вхождения в состав холдинга Republic Airways Holdings использование регионального бренда продолжилось с некоторыми изменениями: из названия торговой марки было исключено слово «JetExpress», а сами рейсы в расписании стали помечаться, как «Рейсы Frontier Airlines, выполняемые Republic Airways». Первым маршрутом при этом стал совершённый 1 апреля 2007 года на самолёте Embraer 170 регулярный рейс из Денвера в Луисвилл (штат Кентукки). В августе 2008 года данный маршрут был отменён, однако с апреля 2010 года снова введён в маршрутную сеть перевозок регионала.
В полёте на рейсах Republic Airways, выполняемых под брендом Frontier, пассажирам предлагаются бесплатные напитки, закуски и в целом сервис, аналогичный объёму услуг на рейсах Frontier Airlines, за одним исключением — на самолётах Embraer 170 не предоставляется сервис бортовой системы развлечения LiveTV.

## Маршрутная сеть
По состоянию на июль 2011 года маршрутная сеть регулярных перевозок авиакомпании Frontier Airlines включала в себя 83 пункта назначения в Соединённых Штатах Америки, Коста-Рике и Мексике.
До своего банкротства в 2008 году Frontier Airlines имела разветвлённую маршрутную сеть в Мексике, однако и в настоящее время авиакомпания сохраняет значительное присутствие на рынке международных пассажирских перевозок между США и Мексикой, работая на регулярных маршрутах из Денвера в аэропорты Кабо-Сан-Лукаса, Канкуна, Косумеля, Масатлана и Пуэрто-Вальярты.
В своё время Frontier Airlines использовала международный аэропорт Канкуна в качестве одного из основных пунктов назначения в собственной структуре перевозок. В настоящее время в дополнение к маршрутам из Денвера компания выполняет рейсы из Канкуна в международный аэропорт Солт-Лейк-Сити, международный аэропорт Канзас-Сити, международный аэропорт Индианаполис, а также рейс между аэропортом Канзас-Сити и международным аэропортом Пуэрто-Вальярта имени Густаво Диас Ордаса. В партнёрстве с туристической компанией «Apple Vacations» перевозчик по выходным дням предлагает чартерные рейсы из Чикаго (Мидуэй) в Канкун, а по субботам — чартер из Денвера в Уатулько. По договору с другой туристической фирмой «MLT Worry Free Vacations» авиакомпания дважды в неделю выполняет чартерные рейсы между Канкуном и международным аэропортом Даллас/Форт-Уэрт.
Frontier Airlines имеет код-шеринговое соглашение с региональной авиакомпанией Great Lakes Airlines на осуществление регулярных пассажирских перевозок между Денвером и международным аэропортом Финикс Скай-Харбор.

## Флот
По состоянию на август 2025 года воздушный флот авиакомпании Frontier Airlines составляли следующие самолёты:

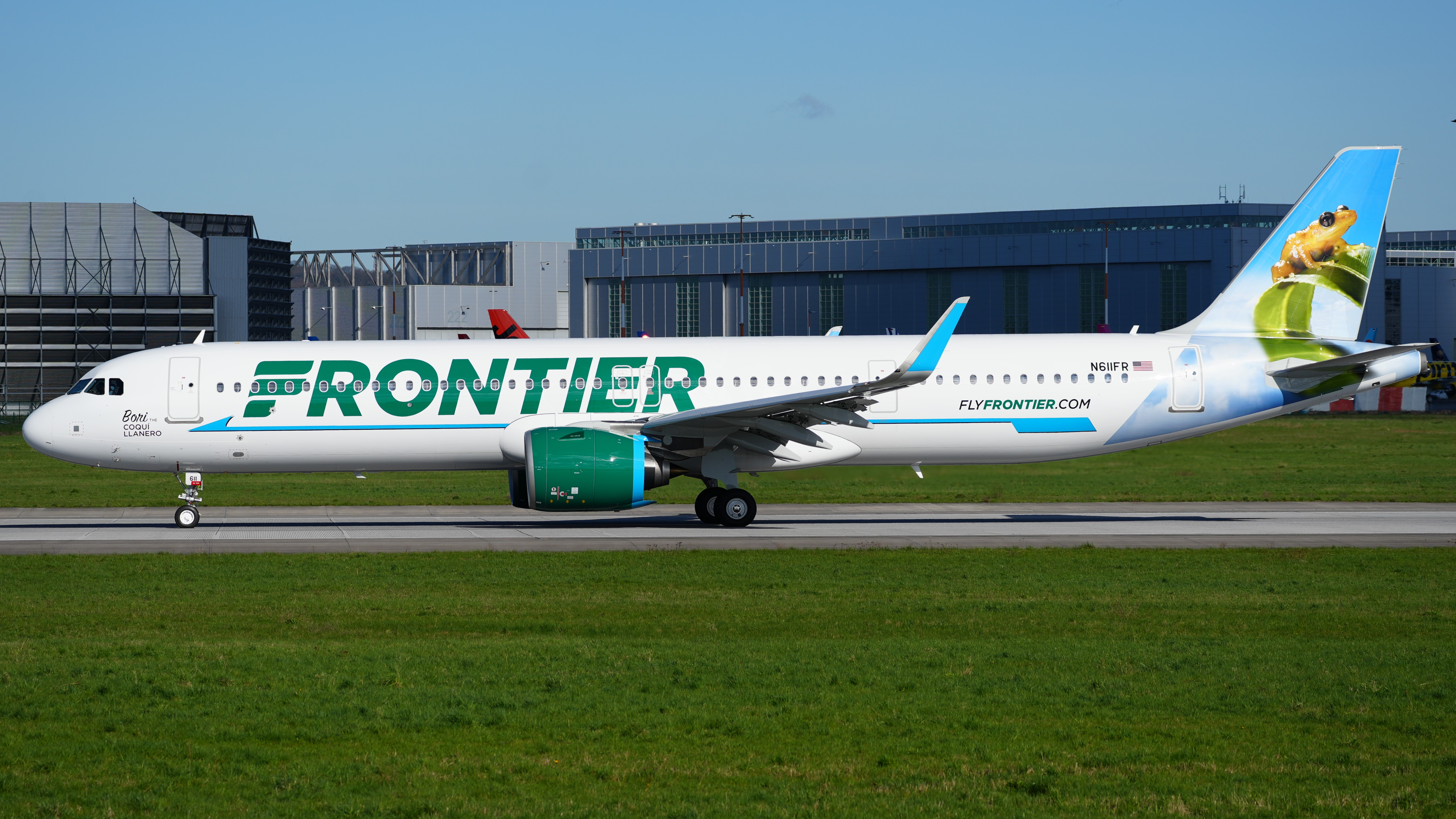
Frontier Airlines Airbus A321neo N611FR

#### *Y - места эконом класса
По состоянию на август 2025 года средний возраст флота составляет 4,9 года

### История флота

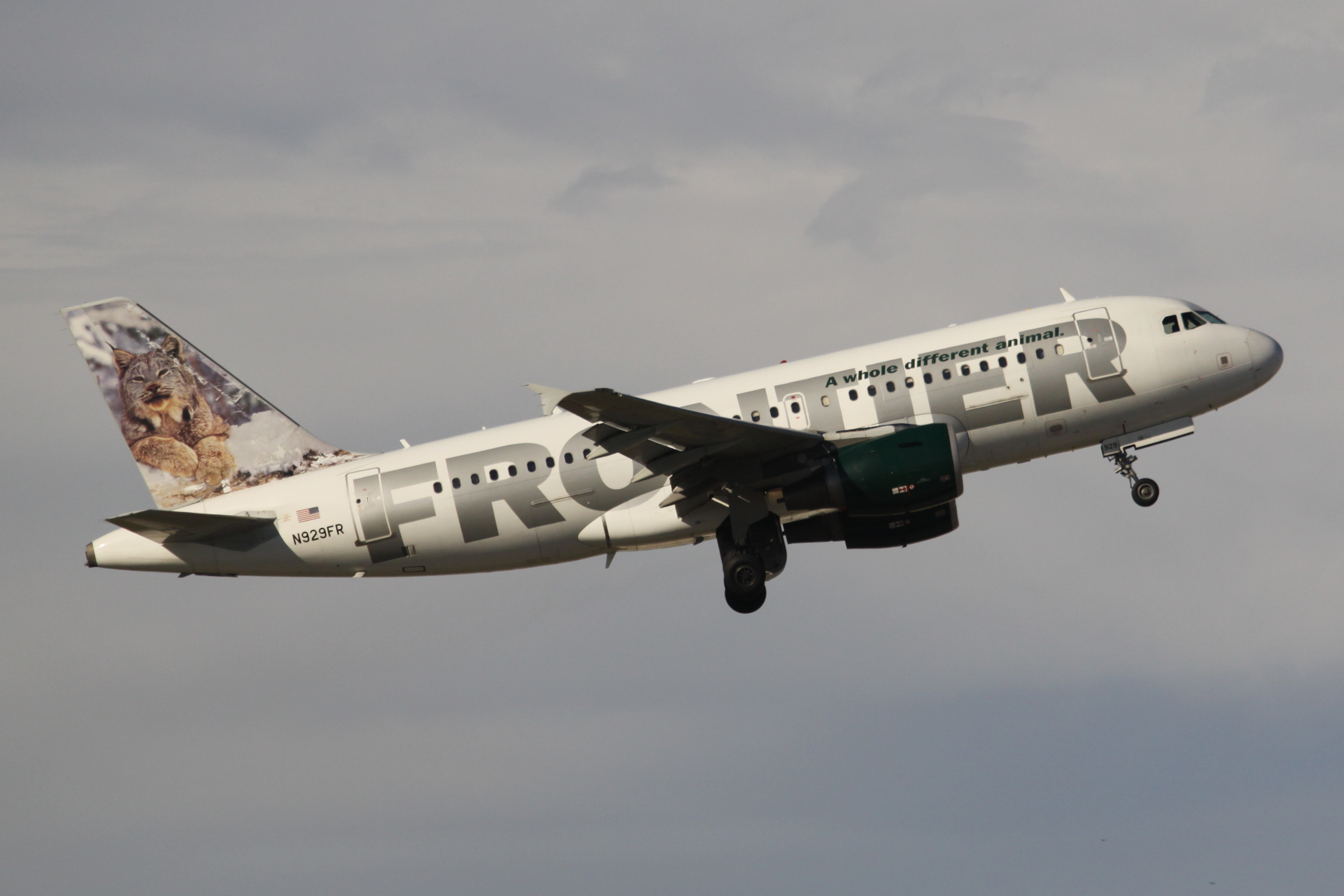
Airbus A319 «Рысь Ларри» авиакомпании Frontier Airlines (регистрационный номер N929FR) на взлёте из Международного аэропорта Форт-Лодердейл/Холливуд

С момента образования в 1994 году и до начала 2000-х годов Frontier Airlines эксплуатировала несколько самолётов Boeing 737—300, однако в третьем квартале 2001 года руководство перевозчика приняло решение о выводе этих лайнеров из воздушного флота по причине их физического износа и неэффективности по сравнению с судами более новых типов. В первом квартале 2002 года начался постепенный вывод Boeing 737—300 из экспулатации и их замена на новые аэробусы A319-100, которые по утверждению менеджеров оказались как минимум на 15 % эффективнее старых боингов.

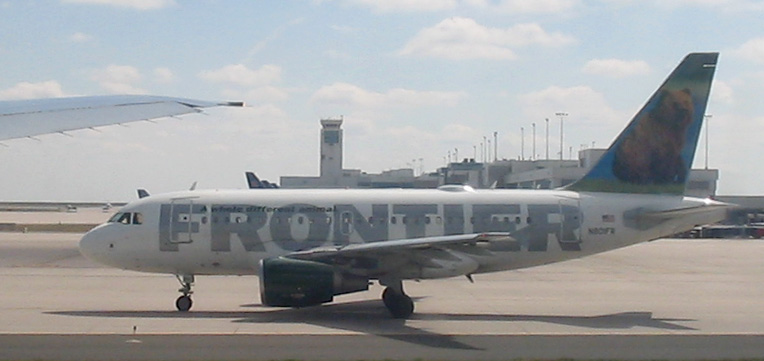
Airbus A318 «Медведь Гризвальд» авиакомпании Frontier Airlines (регистрационный номер N801FR)

После слияния с Midwest Airlines в апреле 2010 года Frontier получила лайнеры Embraer 135, 145, 170 и 190, начав после этого процедуру вывода из эксплуатации своих самолётов Bombardier Q400 и Airbus A318. При этом, замена Q400 на Embraer E170 и Embraer E190 стартовала в начале 2010 года с планируемым сроком окончания во второй половине следующего года. Процесс замены аэробусов A318 начался в сентябре-октябре 2010 года, четыре лайнера из девяти были сняты с регулярных рейсов и заменены шестью новыми A320, взятыми в лизинг. Остальные пять самолётов должны быть выведены из эксплуатации в течение 2011 года.

## Салоны самолётов и тарифы

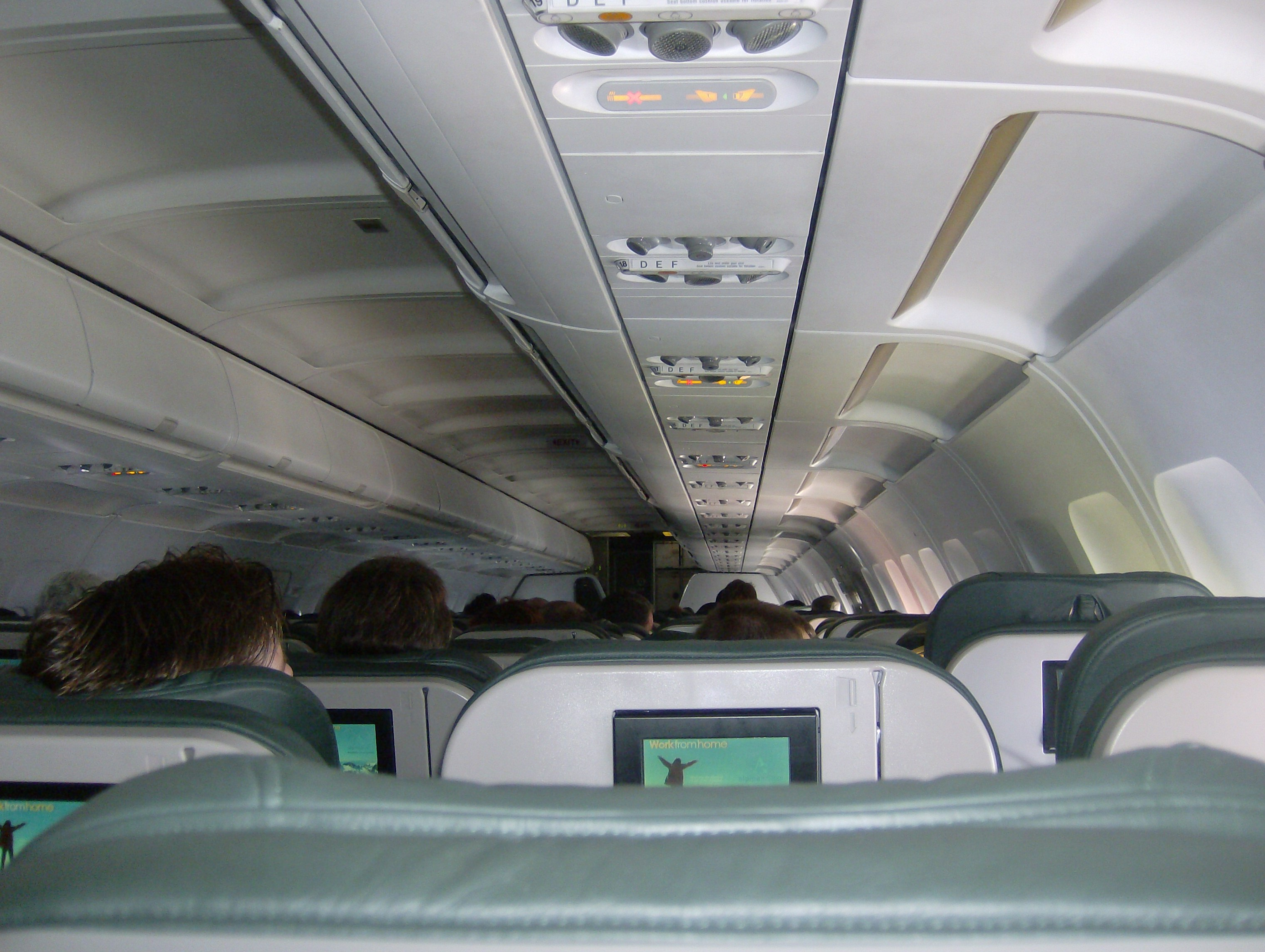
Пассажирский салон Airbus A319 авиакомпании Frontier Airlines

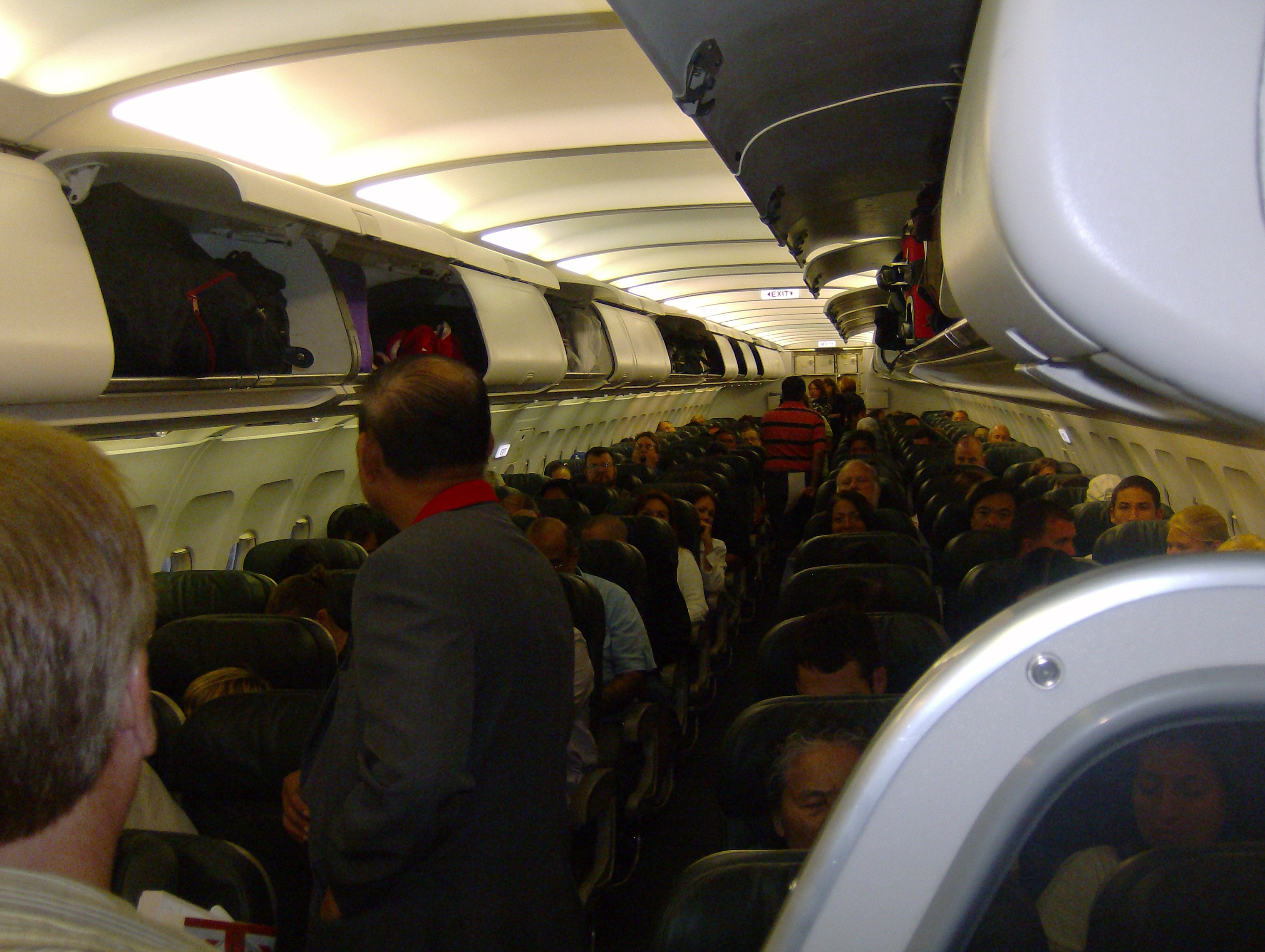
Пассажирский салон Airbus A319 авиакомпании Frontier Airlines

Пассажирские салоны всех самолётов Frontier Airlines сконфигурированы в одноклассной компоновке.
В декабре 2008 года авиакомпания ввела программу «AirFairs», в рамках которой пассажиры могут приобрести билеты по одному из трёх тарифов экономического класса: «основной экономический», «классический» (бесплатная регистрация багажа, система развлечения в полёте) и «классический плюс» (в дополнение к бонусам тарифа «классического» предоставляется возможность возврата и обмена авиабилета без взимания штрафной комиссии).
- Тариф «экономический» (Economy): предназначен для пассажиров, которые не имеют багажа и не предполагают изменять дату полёта. Если пассажир заявляет о необходимости изменения даты рейсы, с него взыскивается штраф в размере 100 долларов США и взимается разница между авиабилетами на сдаваемую и получаемую даты. Билеты, приобретённые по тарифу «экономический» являются самыми дешёвыми и не подлежат возврату. За один перелёт по данному тарифу клиенту — участнику бонусной программы поощрения часто летающих пассажиров начисляется 100 % миль в программе EarlyReturns.
- Тариф «классический» (Classic): в рамках данного тарифа пассажиры получают право на бесплатный провоз двух мест багажа и предоставление на борту сервиса системы развлечения в полёте DirectTV. За изменение дат билета взимаются разница между авиабилетами и фиксированная комиссия в размере 50 долларов. Приобретённый по данному тарифу билет не подлежит возврату.
- Тариф «классический плюс» (Classic plus): допускается обмен и возврат авиабилета без применения штрафных санкций. Помимо бонусов, предусмотренных тарифом «классический», пассажиры имеют право на внеочередную регистрацию на рейс и получают бесплатное питание и напитки во время полёта. За один перелёт по данному тарифу в программе EarlyReturns начисляется 150 % бонусных миль.

С 28 апреля 2008 года авиакомпания предлагает пассажирам сервис программы «Grizwald’s Gourmet Cafe», в рамках которой путешественникам во время полёта доступны разнообразные напитки и закуски по широкому меню и отдельную плату.
Frontier Airlines стала одной из первых авиакомпаний Соединённых Штатов, которая ввела на борту сервис так называемого «виртуального торгового дома» (известного под названием «Frontier More Store»), предоставлявшего право потратить часть накопленных бонусных миль на приобретение товаров или получение дополнительных услуг во время полёта. Сервис был отменён 30 мая 2008 года в связи с вступлением авиакомпании в процедуру защиты от банкротства.

## Бонусная программа EarlyReturns
В авиакомпании Frontier Airlines действует бонусная программа EarlyReturns поощрения часто летающих пассажиров.
В соответствии с накопленными бонусными милями текущее положение участника EarlyReturns определяет один из трёх уровней программы:
- «Base» — первый уровень участия;
- «Ascent» — выдаётся при накоплении 15 тысяч бонусных миль в течение одного календарного года. Данный уровень предоставляет право на бесплатный сервис DirecTV на всех рейсах авиакомпании, регистрацию на рейс в аэропортах вне очереди и внеочередной доступ к кассам продажи авиабилетов, выбор места в самолёте, 25 % бонус к накапливаемым милям и другие привилегии;
- «Summit» — достигается при накоплении 25 тысяч бонусных миль в течение одного календарного года. Участнику программы с данным статусом начисляется на 50 % больше дополнительных миль и, в дополнение к льготам уровня «Ascent», пассажиры и члены их семей имеют право на бесплатные алкогольные напитки на всех рейсах авиакомпании. Владельцы статуса «Summit» имеют возможность получать бесплатные билеты между всеми аэропортами континентальных штатов США, Аляски, а при накоплении 35 тысяч миль — на бесплатные билеты в аэропорты Мексики и Коста-Рики[28].

## Галерея

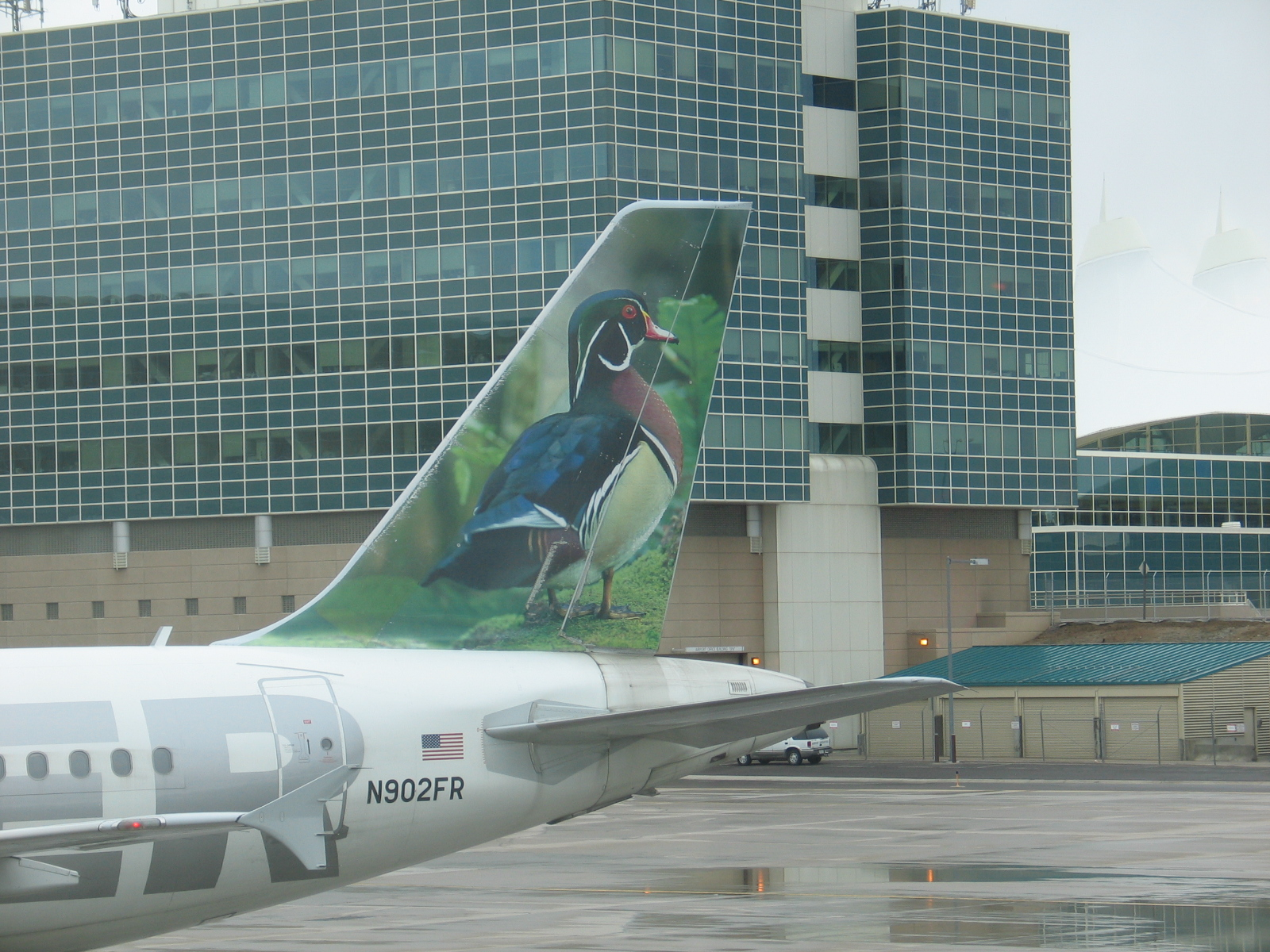
Airbus A319 «Утёнок Вуди» (регистрационный номер N902FR)
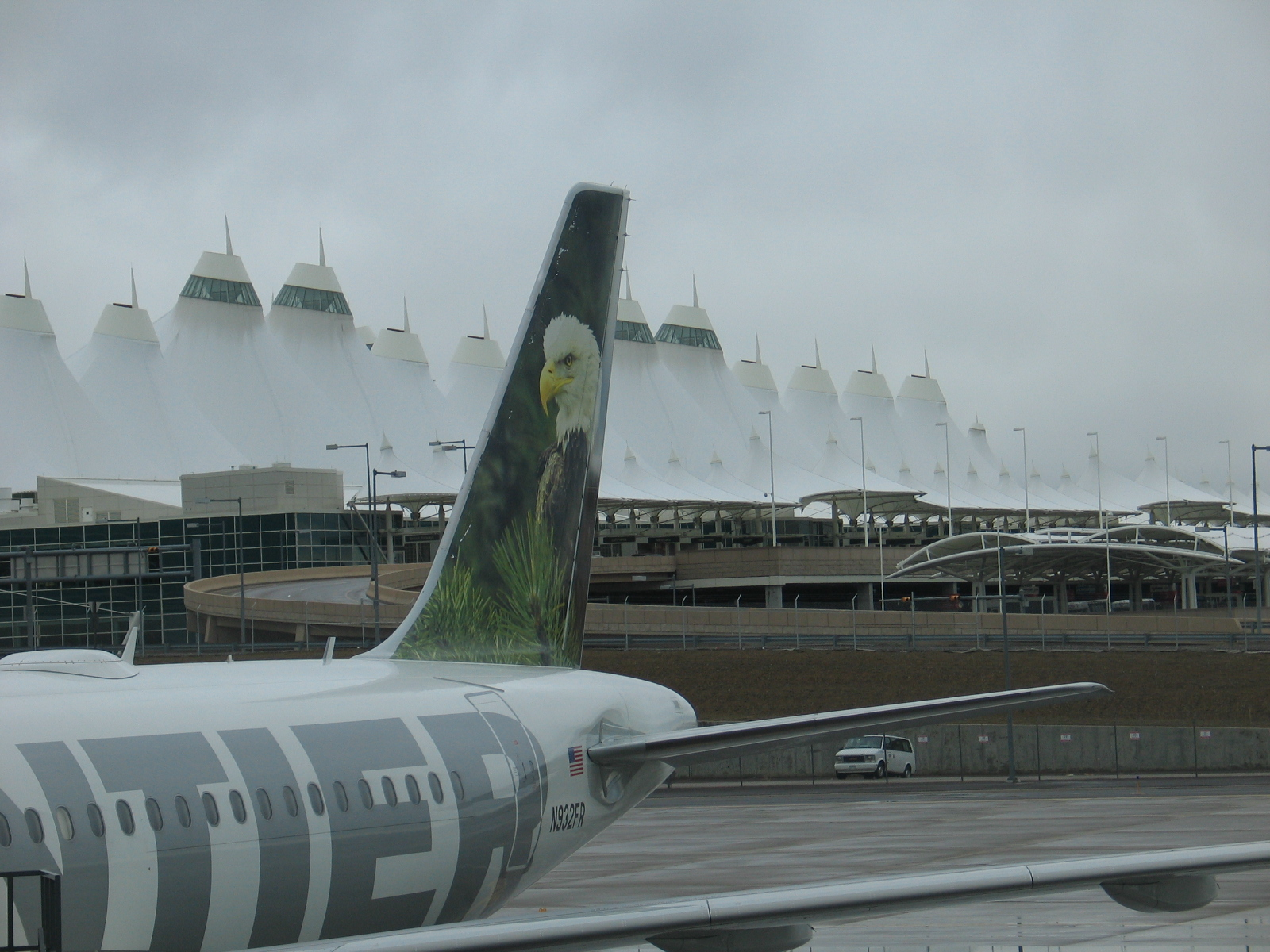
Airbus A319 «Лысый орёл Сэрдж» (регистрационный номер N932FR)
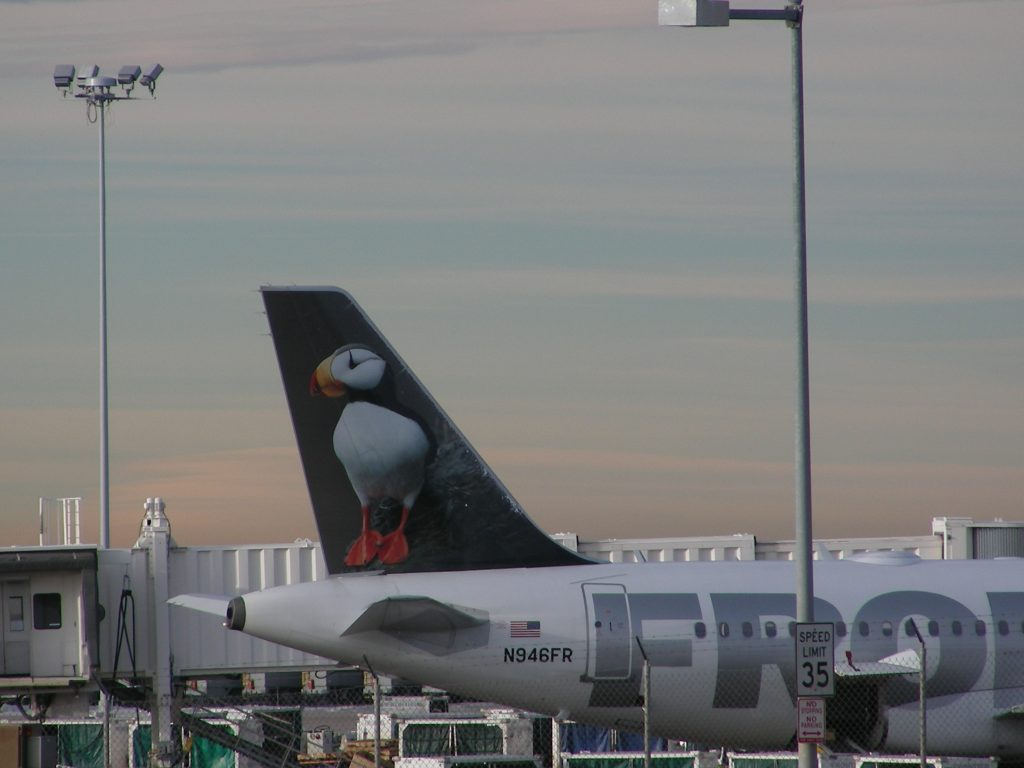
Airbus A319 «Рогатый буревестник Перри» (регистрационный номер N946FR)
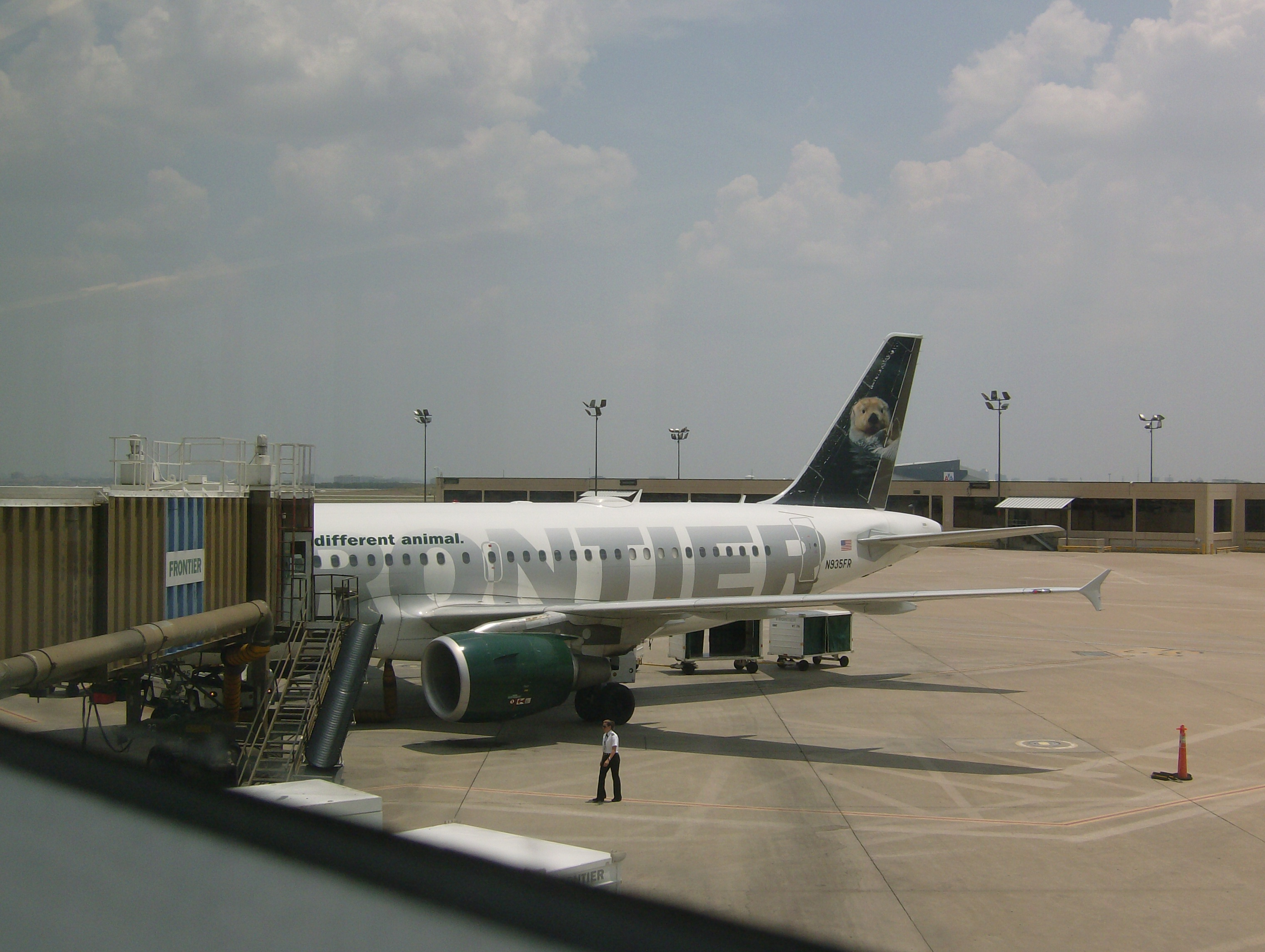
«Калан Гектор» в международном аэропорту Даллас/Форт-Уэрт